# Maíces ecuatorianos
Maíces ecuatorianos, sus variedades tradicionales constituyen un rico patrimonio de tradiciones agrícolas y alimenticias. En el Ecuador el maíz se cultiva en todo el país excluyendo los páramos y subpáramos o zonas de bosques andinos degradados (encima de los m 3,000 de altitud), con siembras concentradas en las provincias de Loja, Azuay y Pichincha, y en menor mesura en aquellas de Bolívar, Chimborazo, Tungurahua e Imbabura en la región interandina.
Este cultivo se encuentra presente también en provincias de la región litoral como Manabí,  Esmeraldas y Guayas  y en la provincia de Pastaza en la región amazónica.
El maíz habría cruzado el istmo de Panamá hace 5000 años a. C., entrando al territorio colombiano, para luego alcanzar la región litoral o costa ecuatoriana. Desde luego la domesticación y afinamiento / evolución de los variedades tradicionales de maíces ecuatorianos se han desarrollado como sigue:
- Acondicionamiento en las altitudes bajas y medias de la Cordillera Oriental de los Andes, en Ecuador.
- Formación de razas primitivas y extensión de los límites de acondicionamiento.
- Introgresión hibridativa de Tripsacum.
- Introducciones limitadas de maíces de otras regiones.
- Hibridación interracial y formación de razas híbridas para la Cordillera de los Andes.
- Selección cualitativa basadas en la composición del endospermo, el tamaño de los granos, su sabor y, por último, la posibilidad de utilizarlos para la fermentación (chicha y chicha morada), así como la productividad y la facilidad de desgrane.

## Grupos varietales
El grano de maíz utilizado en la dieta ecuatoriana deriva de cultivos de variedades que pertenecen a los siguientes grupos varietales descritos por E. Lewis Sturtevant:
- Zea mays everta canguiles (popcorn).
- Zea mays amylosaccharata maíz dulce, chullpi.
- Zea mays indurada maíz morocho.
- Zea mays amylacea maíz suave.

## Tipos de granos
Los alimentos tradicionales más destacados tienen relaciones estrictas con los diferentes tipos de grano de maíz y su manera tradicional de procesamiento de los granos. La preferencia para el grano cocido o tostado o el budín de grano no completamente maduro se refleja en la preferencia por los tipos harinosos:
- El chulpi maíz dulce del grupo amylosaccharata.
- El maíz tierno maíz tierno en fase de maduración láctea.
- El maíz cao maíz en fase cerosa.
- El choclo budín de maíz fresco, aplastado y empastado.
- El tamal rollitos de maíz y carne.
- El mote maíz hervido como legumbre.
- El tostado maíz tostado con o sin grasa.
- El canguil palomitas de maíz o popcorn diferentemente confeccionado.
- El pan de harina de maíz empastada y horneada.
- Las tortillas masa de maíz empastada y cocida sobre chapa caliente.
- La chicha bebida fermentada de maíz molido.

## Variedades por su descripción
La primera descripción de las variedades ecuatorianas remonta al cronista colonial padre Juan de Velasco:
- Maíz o sara blanco y amarillo.
- Canguil popcorn.
- Carapali mediano, blanco con puntos rojizos.
- Chullpi maíz dulce.
- Negro grueso negro, grande y algo duro.
- Negro mediano negro tierno.
- Tumbaque grueso, chato, de color pardo y tierno.
- Morocho pequeño, mediano, amarillo, duro.

Entre 1962 y 1963 Aureliano Brandolini recolectó 458 muestras de las poblaciones ecuatorianas de maíz, provenientes de la faja de latitudes 2° N - 6° S. El estudio del comportamiento de estas accesiones ha llevado a identificar numerosos complejos raciales que coinciden prácticamente con aquellos descritos anteriormente por Timothy y colaboradores. No ha sido posible identificar unas pocas razas (Morocho, Harinoso dentado, Montaña y Candela), mientras han sido integradas esta clasificación unas razas no descritas anteriormente, como Colorado puntiagudo, Harinoso cónico y Huaco sara, una variedad tunicata cultivada en la provincia de Bolívar.

## Clasificación según su lugar de origen y características morfológicas
La clasificación de los maíces ecuatorianos han considerado el lugar de origen (incluyendo la altitud y reacción fotoperiódica), las características morfológicas de la planta y de las mazorcas, el análisis citológico de los cromosomas e informaciones históricas y etnográfica sobre este cultivo.
Originariamente, se han distinguido las razas tripsacoides de los grupos everta, indurata e indentata, de las razas con caracteres de primitividad de los grupos indurata, amilacea, amylosaccharata y tunicata y las formas introducidas o derivadas en época histórica de los grupos indurata y amylacea.
Entre los resultados de estos estudios destacan:
- El grupo de Canguiles (pop corn rostrados) de las alturas andinas ha demostrado de ser totalmente indiferentes al cambiamiento del fotoperíodo, en conjunto con las variedades Lima de presumible reciente introducción. Estas variedades parecen tener factores de aislamiento gametofítico.
- Las razas de origen tropical, originarias de los llanos bajos, tienen un grande desarrollo vegetativo, con alturas superiores a m 5.50 (panoja excluida) los grupos de Canguiles y de los maíces de granos duros de la sierra (Perlilla, Tusilla, Morocho, Patillo) presentan dimensiones inferiores a 2 metros.
- Las panojas tiene grandes variaciones, no relacionadas al medio ambiente de origen: la panoja más corta se observa en la variedad Dentado (tropical).

## Complejos raciales y razas
Sobre la base de estos estudios se han identificados los siguientes Complejos raciales y razas:

### Zea mays everta

#### a. Formas primitivas
- Canguil

#### b. Formas derivadas
- Canguil flaco

### Zea mays indurata

#### a. Formas primitivas
- Pira
- Enano gigante
- Morocho 8 hileras
- Clavito

#### b. Formas derivadas
- Morocho colorado
- Yungueño
- Andanqui

#### c. Formas de reciente introducción
- Cubano

### Zea mays indentata
- Sintético
- Dentado

### Zea mays indurata

#### a. Grano blanco
- Perlilla
- Tusilla
- Morocho (Sabanero)

#### b. Grano colorado y semivítreo
- Patillo
- Kcello / Nal Tel

### Zea mays amylacea

#### a. Grano blanco
- Zhima
- Guagales
- Morochón

#### b. Grano amarillo
- Mishca

#### c. Grano rojo
- Racimo de uva
- Harinoso puntiagudo
- Harinoso cónico

### Zea mays amylosaccharata
- Chullpi

### Zea mays tunicata
- Huaco

## Razas tradicionales destacadas
Entre las razas tradicionales de maíz originarias, derivadas e importadas todavía cultivadas destacan:

### Región de la región interandina o sierra

#### Maíces suaves
- Maíz de los Chillos
- Huandango
- Maíz harinoso dentado
- Maíz cónico dentado

#### Maíz morocho
- Sabanero ecuadoriano
- Morochón
- Montaña
- Tusilla

#### Precoces
- Kcello

### Regiones del litoral o costa y del oriente o amazonía

#### Maíces duros
- Chococeño
- Cubano

#### Maíces blandos
- Tuxpeño
- Gallina
- Candela